# Bistra (montagne)
Pour les articles homonymes, voir Bistra.
La Bistra (en macédonien Бистра) est un massif montagneux de l'ouest de la Macédoine du Nord. Situé sur la limite entre les municipalités de Zaïas et Mavrovo et Rostoucha, il est en partie couvert par le parc national de Mavrovo. Il est marqué par plusieurs sommets de plus de 2 000 mètres d'altitude, comme son sommet, le pic Medenitsa, qui culmine à 2 163 mètres. La Bistra est connue pour ses villages pittoresques, comme Galitchnik, pour ses grottes et pour la station de ski Zare Lazarevski.

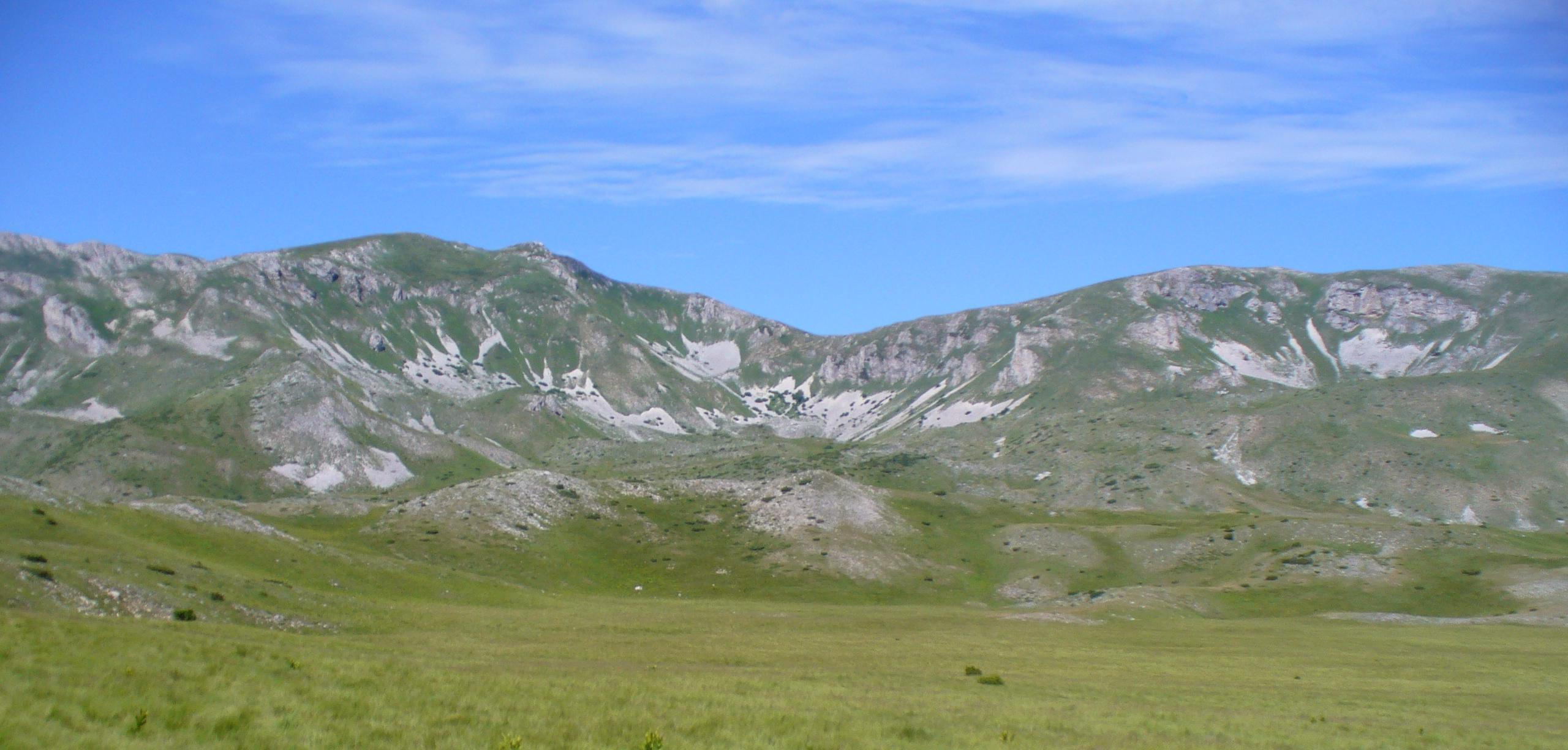
Vue du massif.